# Pycnogonum stearnsi
Pycnogonum stearnsi – gatunek kikutnic z rodziny Pycnogonidae.
Kikutnica ta cechuje się zbliżonym do koła obrysem ciała i jednolitym ubarwieniem koloru kości słoniowej do różowego. Długość odnóży krocznych przekracza u niej długość ryjka i tułowia razem wziętych, a guzki grzbietowe są niewyższe niż ich średnica u nasady lub są całkiem nieobecne.
Gatunek spotykany w strefie pływowej pod skałami, w pustych muszlach i na stanowiących jego pożywienie ukwiałach (np. Anthopleura xanthogrammica, Metridium senile), stułbiach (np. Obelia, Aglaophenia), żachwach oraz wśród trawy morskiej.
Zasięgiem obejmuje rejon Japonii oraz od zachodniego wybrzeża Ameryki Północnej od Kolumbii Brytyjskiej po Kalifornię.